# Pontischer Rhododendron

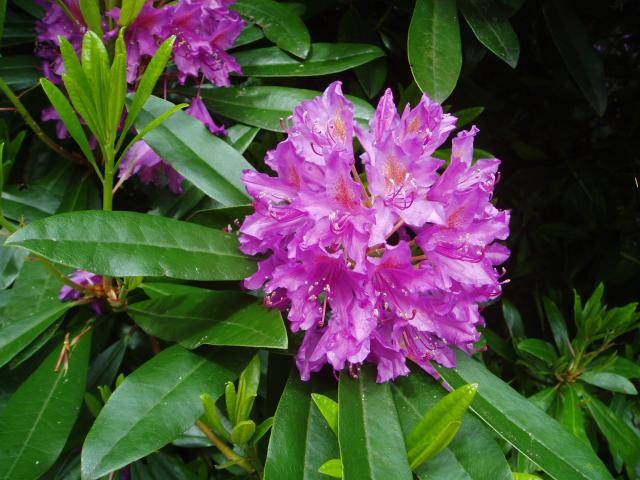
Blüten von Rhododendron ponticum

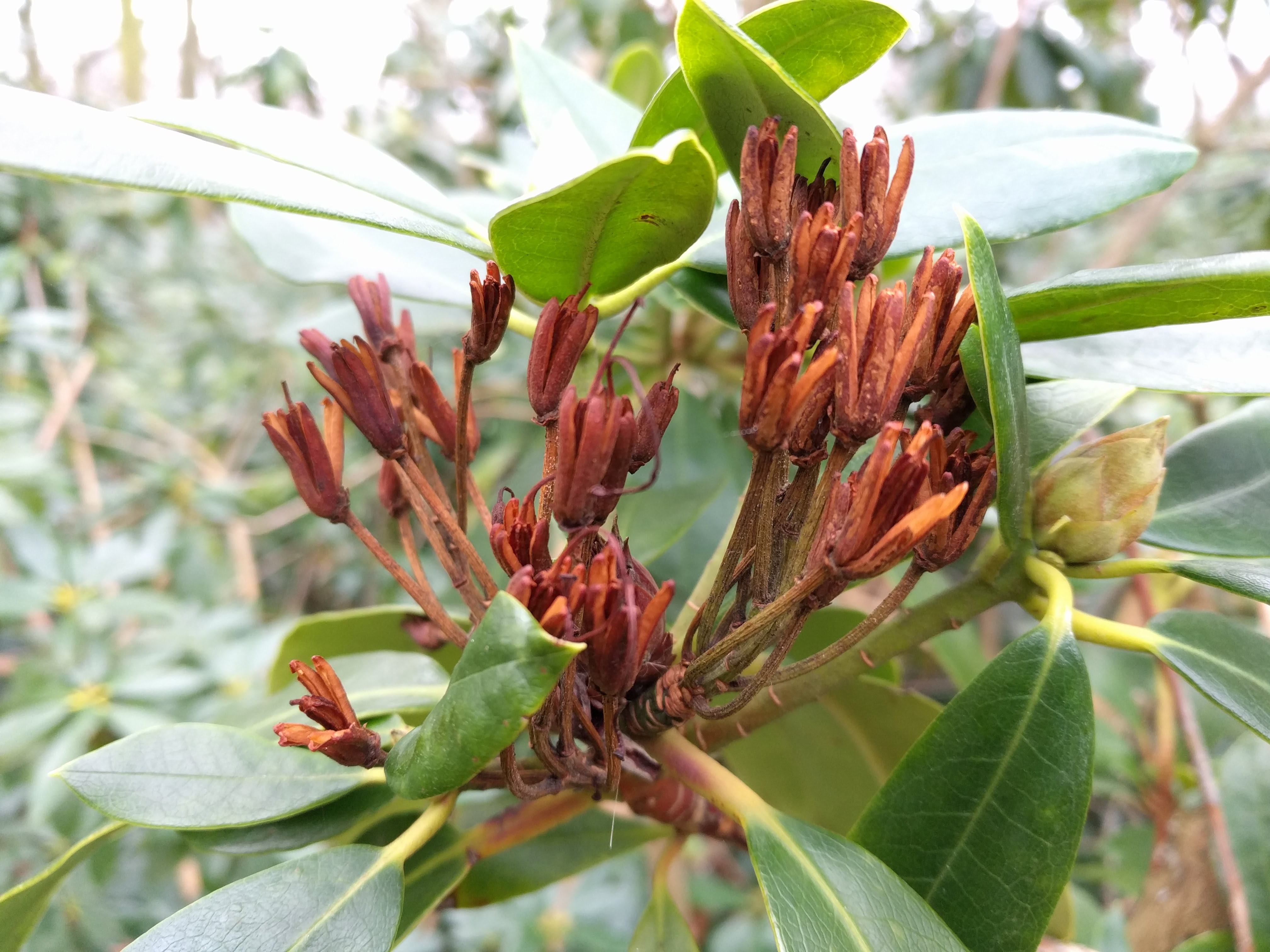
Fruchtstand

Der Pontische Rhododendron, seltener Pontische Alpenrose genannt, (Rhododendron ponticum) ist eine Pflanzenart aus der Gattung der Rhododendren (Rhododendron) innerhalb der Familie der Heidekrautgewächse (Ericaceae). Er ist in Südeuropa und Südwestasien beheimatet.

## Beschreibung
Rhododendron ponticum ist ein aufrecht wachsender Strauch mit Wuchshöhen von 2 bis 5, ausnahmsweise bis über 8 Meter, auf der Iberischen Halbinsel nur bis 3 Meter. Der Wuchs beginnt monopodial, ältere Exemplare verzweigen, wobei die Triebe zur Seite umbiegen und dann ausgedehnte Dickichte bilden können. Die Zweige sind jung grün und verfärben im Alter über gelblich nach rot- bis graubraun. Die wechsel- oder gegenständigen Laubblätter sind immergrün, 8 bis 22 (–25) Zentimeter lang und 2 bis 9 Zentimeter breit. Sie sind elliptisch bis lanzettlich oder verkehrt-eiförmig mit keilförmiger bis spitzer Basis und spitzem Apex, der ganzrandige Blattrand ist etwas nach unten eingerollt, die Blattoberseite der ledrigen Blätter ist dunkelgrün und glänzend, die Blattunterseite merklich heller als die Oberseite. Die Blätter sind beiderseits kahl und unbehaart, die Blattspreite ist etwa zehnmal so lang wie der Blattstiel.
Die großen, zwittrigen, schwach zygomorphen und fünfzähligen Blüten sitzen in kompakten, kurzen endständigen Schirmtrauben mit jeweils etwa acht bis fünfzehn Einzelblüten, sie sind gestielt. Die knapp verwachsenen Kelchblattzipfel sind klein und unauffällig, dreieckig sowie abgerundet. Die glockenförmige Blütenkrone ist etwa 4 bis 6 Zentimeter breit, mit einer kurzen Kronröhre und fünf längeren, ausladenden Zipfeln, wobei der oberste etwas größer und oft braunorange gefleckt oder gestreift ist. Die Kronblätter sind recht variabel von rosa- bis purpurn-violett gefärbt, selten auch weiß. Die langen, zehn Staubblätter sind leicht gebogen und im unteren Teil behaart, auch der dickliche, kahle Griffel mit kopfiger Narbe ist lang und gebogen. Der fünfkammerige Fruchtknoten ist oberständig. Es ist ein Diskus vorhanden.
Die langstielige Frucht ist eine verholzte, längliche Kapsel mit beständigem Kelch von 1,5 bis 2,5 Zentimetern Länge, die bis zu drei Jahre auf der Pflanze erhalten bleibt, mit zahlreichen kleinen Samen. Die kleinen, abgeflachten und länglichen Samen sind beidseits kurz geflügelt.
Die Art ist innerhalb ihres Verbreitungsgebiets an den beiderseits kahlen, relativ großen Laubblättern von anderen wildwachsenden Arten zu unterscheiden. Kultivierte Pflanzen bilden zahlreiche Hybriden und sind nicht ohne weiteres bis zur Art bestimmbar.

## Systematik
Der Pontische Rhododendron gehört zur Untergattung Hymenanthes, die gut 200 Arten mit Verbreitungsschwerpunkt in China und Südostasien, und damit fast ein Viertel der Artenvielfalt innerhalb der Gattung, umfasst. Er bildet darin mit etwa 10 weiteren Arten die Subsektion Pontica, deren Arten in warmtemperaten Gebieten Nordamerikas, des südwestlichen und nordöstlichen Eurasiens vorkommen. Die Subsektion Pontica in ihrer bisherigen Abgrenzung ist allerdings wohl nicht monophyletisch. Möglicherweise gehen einige Arten auf Hybridisierungsereignisse mit Arten anderer Sektionen der Untergattung zurück.
Es sind zwei Unterarten beschrieben:
- Rhododendron ponticum subsp. ponticum, von Bulgarien ostwärts bis Georgien vorkommend
- Rhododendron ponticum subsp. baeticum (Boiss. & Reut.) Hand.-Mazz. aus Spanien und Portugal[6] Es existieren drei kleine Reliktareale, in humiden, regenreichen Gebirgslagen nördlich der Straße von Gibraltar, mit dem größten Bestand in der Sierra del Aljibe, einem Ausläufer der Sierra Morena. Es handelt sich um ein Reliktvorkommen, das sich heute fast nur noch vegetativ fortpflanzen kann.[7] Als Unterscheidungsmerkmale werden angegeben: Blätter etwas kleiner und schmaler, Blütenstandsachse behaart. Pflanzen mit dieser Merkmalskombination treten gelegentlich auch im Areal der typischen Unterart auf[8], so dass nicht alle Botaniker die Unterart anerkennen.

Der Botaniker Joseph Pitton de Tournefort beschrieb die Art während seiner Reisen von 1700 bis 1702 in den Nahen Osten. Daher wurde sie von Linné mit dem Artnamen „ponticum“ nach dem antiken Namen des Schwarzen Meeres Pontos Euxeinos benannt. Am anderen Ende seines natürlichen Verbreitungsgebietes fand Linnés Freund und Briefpartner Claes Alströmer ihn gemeinsam mit Oleander. Diese doppelte Angabe ist taxonomisch problematisch, da Typmaterial im Herbarium Linnés nur aus Spanien vorliegt. Also müsste, den Regeln der Nomenklatur gemäß, eigentlich die spanische Unterart den Namen ponticum erhalten. Deshalb haben einige Botaniker bei der ICBN beantragt, die Namen der Unterarten in ihrer gegenwärtigen Verwendung festzuschreiben.
Nach den genetischen Daten stammen die in Großbritannien und Irland verwilderten Bestände von der Iberischen Halbinsel, nicht vom Schwarzen Meer. In den verwilderten Beständen konnten außerdem Einkreuzungen der (amerikanischen) Rhododendron catawbiense und von Rhododendron maximum festgestellt werden, insbesondere in den nördlichen Teilen des Verbreitungsgebiets, so dass die Kälteresistenz etwa der schottischen Vorkommen möglicherweise darauf zurückgeht.

## Verbreitung
Der Pontische Rhododendron hat drei disjunkte natürliche Verbreitungsgebiete. Hauptverbreitungsgebiet ist der Gebirgszug des Pontischen Gebirges südlich des Schwarzen Meeres in der Türkei und der östlich angrenzende westliche Kaukasus, in Georgien und Russland. Er wächst hier im Unterwuchs von Wäldern, bildet aber auch Gebüsche bis in die subalpine Höhenstufe, oberhalb von 2400 Metern Höhe, aus. Weit getrennt von diesem Vorkommen existiert ein kleines Areal in den Gebirgen des Libanon, entlang der Ufer von Fließgewässern. Das Vorkommen im Pontischen Gebirge setzt sich nach Europa in ein kleines Areal im Strandscha-Gebirge und dem östlichsten Balkangebirge in Südost-Bulgarien fort. Hier wächst der Pontische Rhododendron im Unterwuchs von Wäldern der Orient-Buche.
Auf der Iberischen Halbinsel kommt er im Südwesten, in drei Reliktarealen im Gebirge, bis in Höhen von 850 (selten bis 1000) Meter vor. Er wächst hier im Unterwuchs von Wäldern saurer Standorte, oft in Bachtälern in Gewässernähe. Fundorte sind die Serra de Monchique und Serra de Vouzela in Portugal und die Sierra del Aljibe in der Provinz Cádiz in Spanien.

### Historische Verbreitung
Fossile Nachweise zeigen, dass die Art vor dem Maximum der letzten Vereisung bzw. vor 20.000 Jahren viel weiter über den Großteil von Süd- und West-Europa verbreitet war. Quartäre fossile Funde aus den Alpen werden meist dieser Art zugeschlagen, wurden aber auch schon als eigene Art Rhododendron sordellii Tralau aufgefasst.

## Anbau und Nutzung

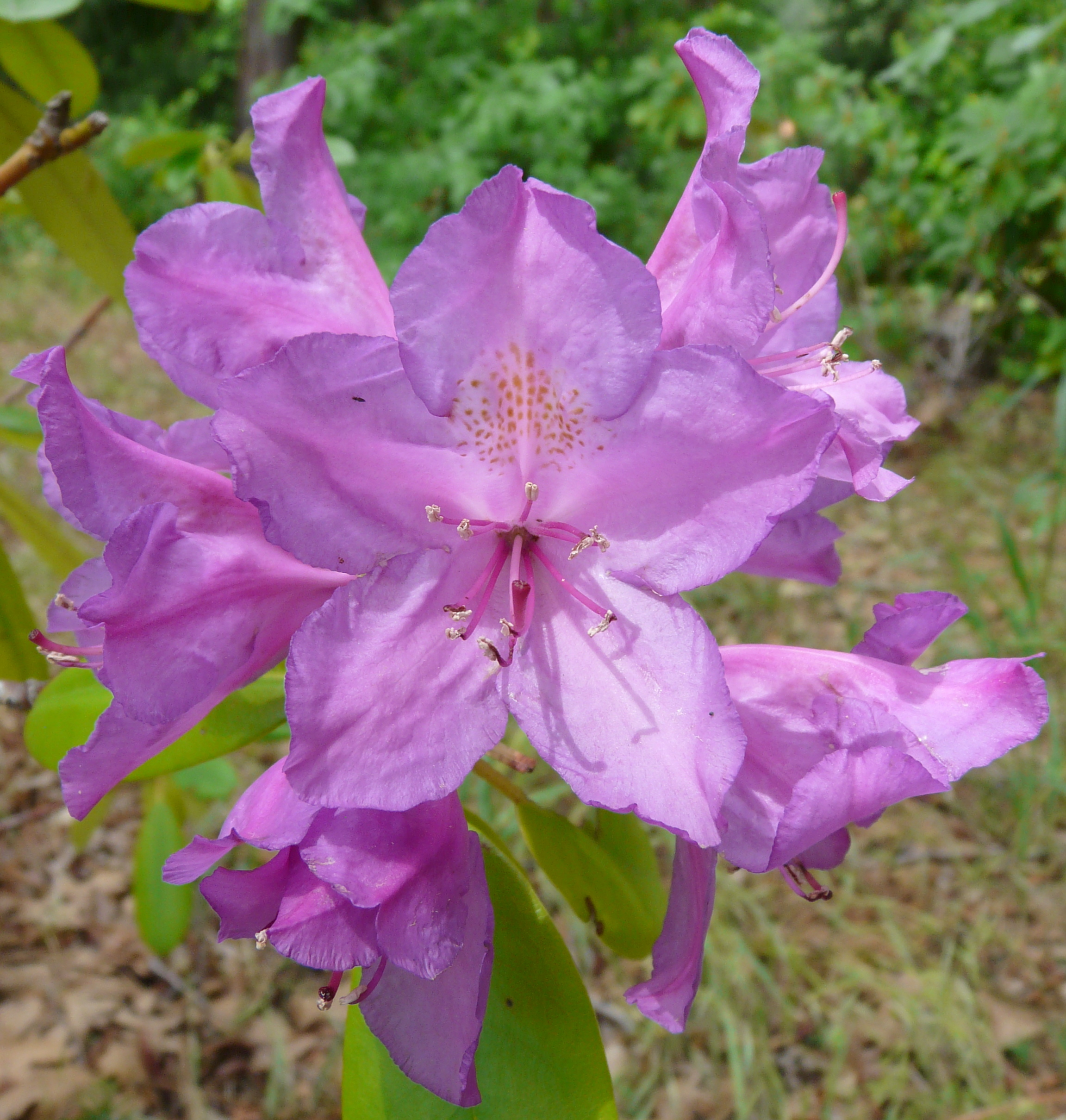
Nahaufnahme von Rhododendron ponticum

Rhododendron ponticum subsp. baeticum ist einer der am häufigsten kultivierten Rhododendren in Westeuropa. Er wird selbst als Zierpflanze, aber häufiger als Veredlungsgrundlage verwendet, auf die attraktivere Rhododendren gepfropft werden. Die Pflanzen wurden in Großbritannien erstmals in den 1760er von Joachim Conrad Loddiges (1738–1826), dem Begründer einer bedeutenden Gärtnerei des 18. und 19. Jahrhunderts, gezogen. Sie wurden im späten 18. und frühen 19. Jahrhundert durch den aufkommenden Handel mit Gärtnerei-Produkten weit verbreitet. Die Wurzeln erzeugen unveredelte Schösslinge, die oftmals die veredelte Pflanze überwuchern.
Der aus Nektar und Pollen erzeugte Pontische Honig kann sehr giftig sein und bei Menschen, die ausreichende Mengen verzehrt haben, Hypotonie und Bradykardie hervorrufen. Die Wirkung geht auf giftige Diterpene (Grayanotoxine) zurück.:998

## Invasive Art
Er wird in Großbritannien, Irland, Belgien, den Niederlanden und Österreich sowie auf Madeira als invasive Art betrachtet. Auch Nachweise aus Frankreich, Norwegen, Polen, Russland und der Slowakei sind bekannt. In den Niederlanden und in Belgien kommt die Art in Wäldern verwildert vor. In Deutschland wurden unbeständige verwilderte Vorkommen in Baden-Württemberg, Hessen, Niedersachsen, Nordrhein-Westfalen, Thüringen und Schleswig-Holstein beobachtet.
Der Wurzelausschlag der Pflanze führte zusammen mit ihrer hohen Samenproduktion dazu, sie zur invasiven Art im Großteil Westeuropas und in Teilen Neuseelands zu machen. Das Management bzw. die Bekämpfung der Bestände sind in solchen Gebieten eine Schlüsselmaßnahme des Naturschutzes. Naturschutzorganisationen in Großbritannien halten inzwischen Rhododendron ponticum für ein „ernsthaftes Problem“ in den heimischen atlantischen Eichen-Wäldern der westlichen Highlands in Schottland sowie auch in Wales und in den Heidelandschaften im südlichen England, das die heimische Flora überwuchert. Es wurden Strategien zur vollständigen Beseitigung entwickelt, darunter das Abschlagen der oberirdischen Teile mit folgender Herbizid-Behandlung. Die Injektion von Herbiziden in Einzelpflanzen gilt jedoch als präziser und effektiver.
Eine Studie zur Giftwirkung des Nektars auf Honigbienen (Apis mellifera) zeigt, dass einzelne Individuen innerhalb von Stunden nach der Aufnahme sterben. Sie lähmte auch Bienen der Art Andrena carantonica, einer solitären Grabbiene. Nach Aufnahme des Nektars wurden die Bienen gelähmt und zeigten exzessives Putzen oder anderes krankhaftes Verhalten. Sie nahmen auch weniger Nahrung zu sich als Individuen einer Kontrollgruppe. Im Gegensatz dazu wurde die Dunkle Erdhummel (Bombus terrestris) nicht durch den Nektar des Pontischen Rhododendron beeinflusst.